# Agapetes loranthiflora
Agapetes loranthiflora là một loài thực vật có hoa trong họ Thạch nam. Loài này được D.Don ex G.Don mô tả khoa học đầu tiên năm 1834.